# Леньков, Афанасий Яковлевич
Афанасий Яковлевич Леньков — советский хозяйственный, государственный и политический деятель.

## Биография
Родился 12 января 1917 года в деревне Малый Трилесин Белынического района, Могилевской области. Член КПСС.
С 1938 года — на хозяйственной, общественной и политической работе. В 1938—1980 гг. — слесарь Смоленского авиаремонтного завода № 35, инженер, технолог, старший технолог, начальник технического отдела, начальник цеха сборки истребителей МиГ-17 на авиационном заводе № 1 имени Сталина, директор завода «Прогресс».
Лауреат Ленинской премии.
Делегат XXIV съезда КПСС.
Умер в Куйбышеве в 1980 году.